# Summer Fontana
Summer Fontana (* 7. Dezember 2008 in Canton, Ohio) ist eine US-amerikanische Schauspielerin. Sie ist bekannt durch ihre Auftritte in der Fernsehserie The Originals als Hope Mikaelson und in Dark Phoenix, in dem sie die junge Jean Grey verkörpert. 2020 spielt sie bei The Magicians in Staffel 5 Folge 10 mit.